# Zeewolde

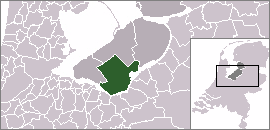
Localização de Zeewolde.

Zeewolde é um município da província de Flevolândia, Países Baixos. Tinha, em 1 de janeiro de 2020, uma população de 22.653 habitantes, constituindo uma densidade demográfica de 92 habitantes por quilômetro quadrado. Dessa população, 11.574 eram homens e 11.079 mulheres.